# Krapfenwaldlbad

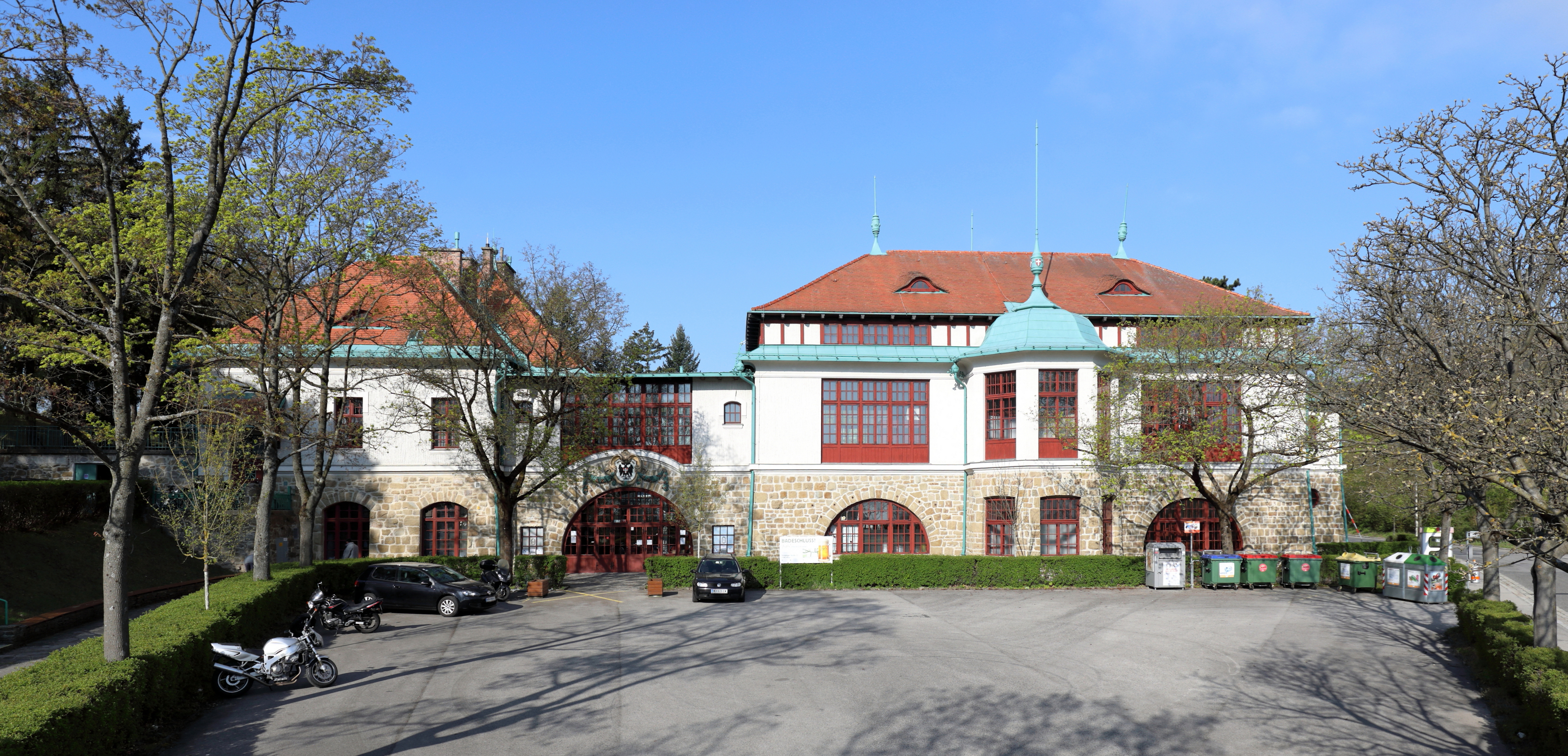
Krapfenwaldlbad

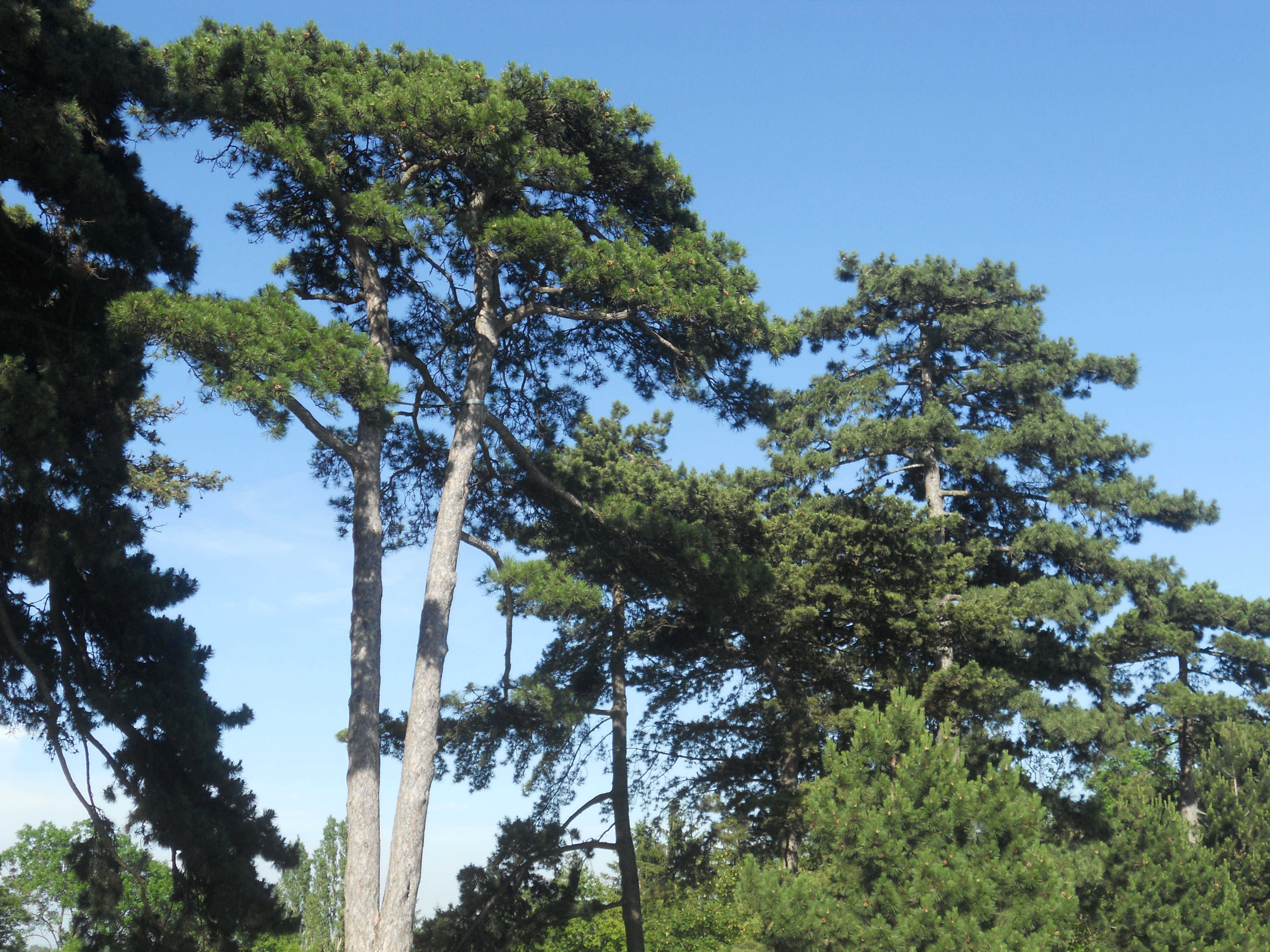
Eine Kieferngruppe

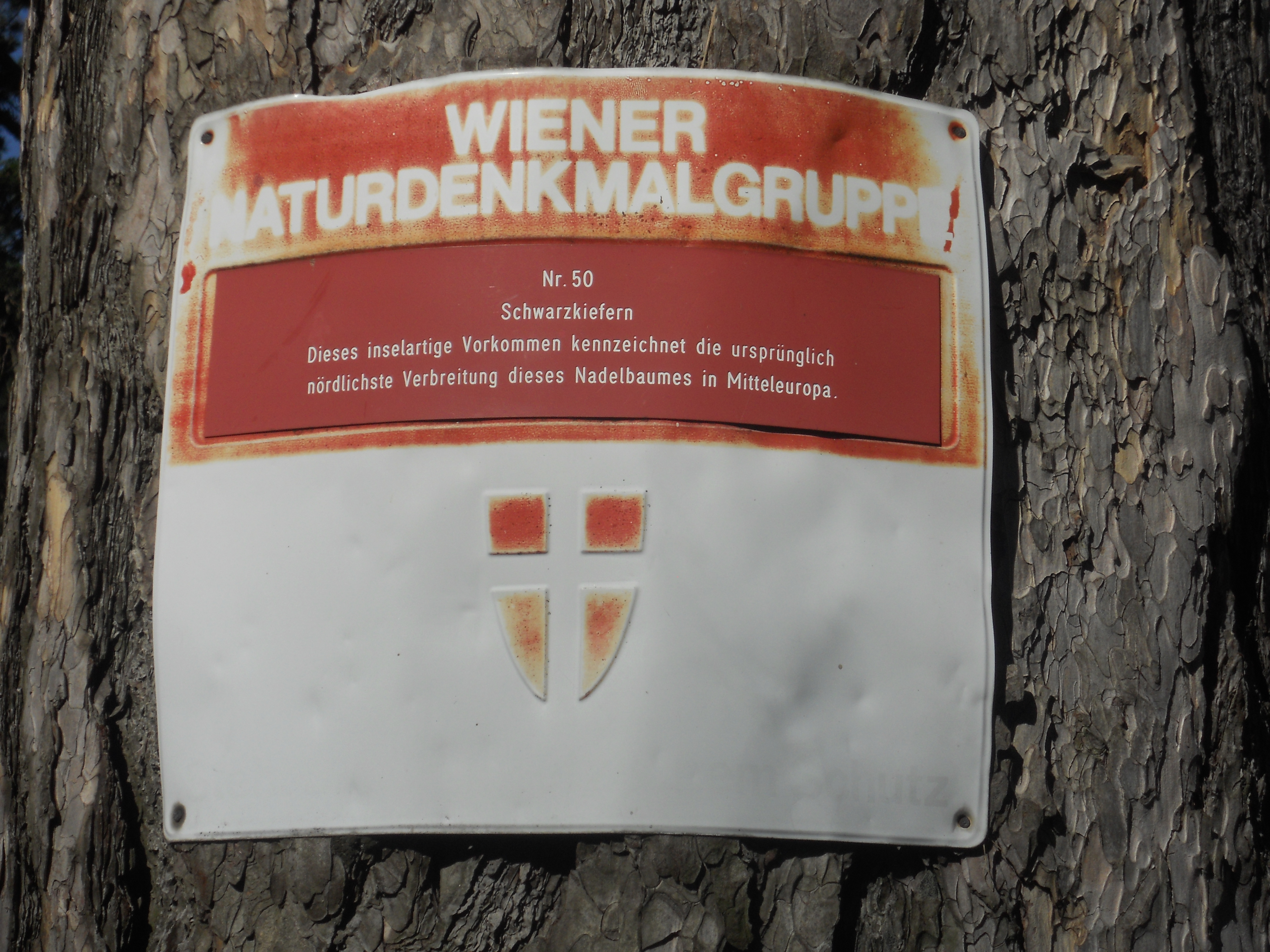
Eine Naturdenkmalkennzeichnungstafel an einer Kiefer

Das Krapfenwaldlbad ist das höchstgelegene Sommerbad Wiens und befindet sich auf den Hängen des Cobenzels im 19. Wiener Gemeindebezirk (Döbling) in der Krapfenwaldgasse. Das Bad steht unter Denkmalschutz (Listeneintrag).

## Geschichte
Aufgrund seiner großartigen Aussicht gehört das Krapfenwaldlbad zu den beliebtesten Bädern Wiens. Das Bad wurde 1923 eröffnet und später durch die Wiener Höhenstraße erschlossen. 
Sein Namensgeber Franz Josef Krapf ließ in der Nähe ein Waldhaus im Krapfenwaldl errichten. Dieses wurde später zum Wirtshaus umgebaut. Heute ist es als Restaurant im Bad eingegliedert. Im Krapfenwaldlbad wurde einer der ersten abgetrennten Nacktbadeplätze Wiens geschaffen. Nach der Beschädigung im Zweiten Weltkrieg wurde das Bad 1952 wiedereröffnet. Das Bad erhielt 1978 zwei neue Becken. Im Sommer 1979 war es Wiens erstes oben-ohne Bad, damals eine Sensation. 1981 folgte das Gänsehäufel und 1982 wurde es in 12 der 16 städtischen Sommerbäder sowie in Innsbruck, Klagenfurt und Linz erlaubt, was in Rainhard Fendrichs Hit „Oben ohne“ mündete. Mit der Sanierung des oberen Beckens (1989) wurde es zum Sommerbad, wie man es heute kennt.

## Ausstattung
Das Bad bietet auf 40.069 m² Platz für bis zu 4500 Besucher, denen 415 Kabinen und etwa 1400 Kästchen zur Verfügung stehen. Es verfügt über ein Sportbecken, ein Familienbecken sowie ein Becken für Kinder mit Rutsche. Darüber hinaus gibt es ein Erlebnisbecken mit Massagedüsen, ein Restaurant, Sonnenbäder, einen Beach-Volleyballplatz, einen Fußballplatz und einen Kinderspielplatz. Das Bad wird von der Wiener Magistratsabteilung 44 verwaltet.

## Geschützte Kiefern
Auf dem Gelände des Bades stehen mehrere Gruppen von Schwarzkiefern, die 1937 unter Schutz gestellt wurden. Diese Lage war ursprünglich das nördlichste Vorkommen dieser im Mittelmeerraum beheimateten Pflanze.